# Salix japonica
Espèce
Salix japonica est une espèce de plantes à fleurs de la famille des Salicaceae. C'est un saule ornemental, natif du centre du Honshū, au Japon.

## Synonymie
- Salix integra Thunb.[1] ;
- Salix integra 'Hakuro Nishiki', le saule crevette ou saule arlequin. Le manque de chlorophylle sur les jeunes pousses rend les feuilles blanches avec des nuances de rose, évoquant les couleurs de la crevette[2].

## Description

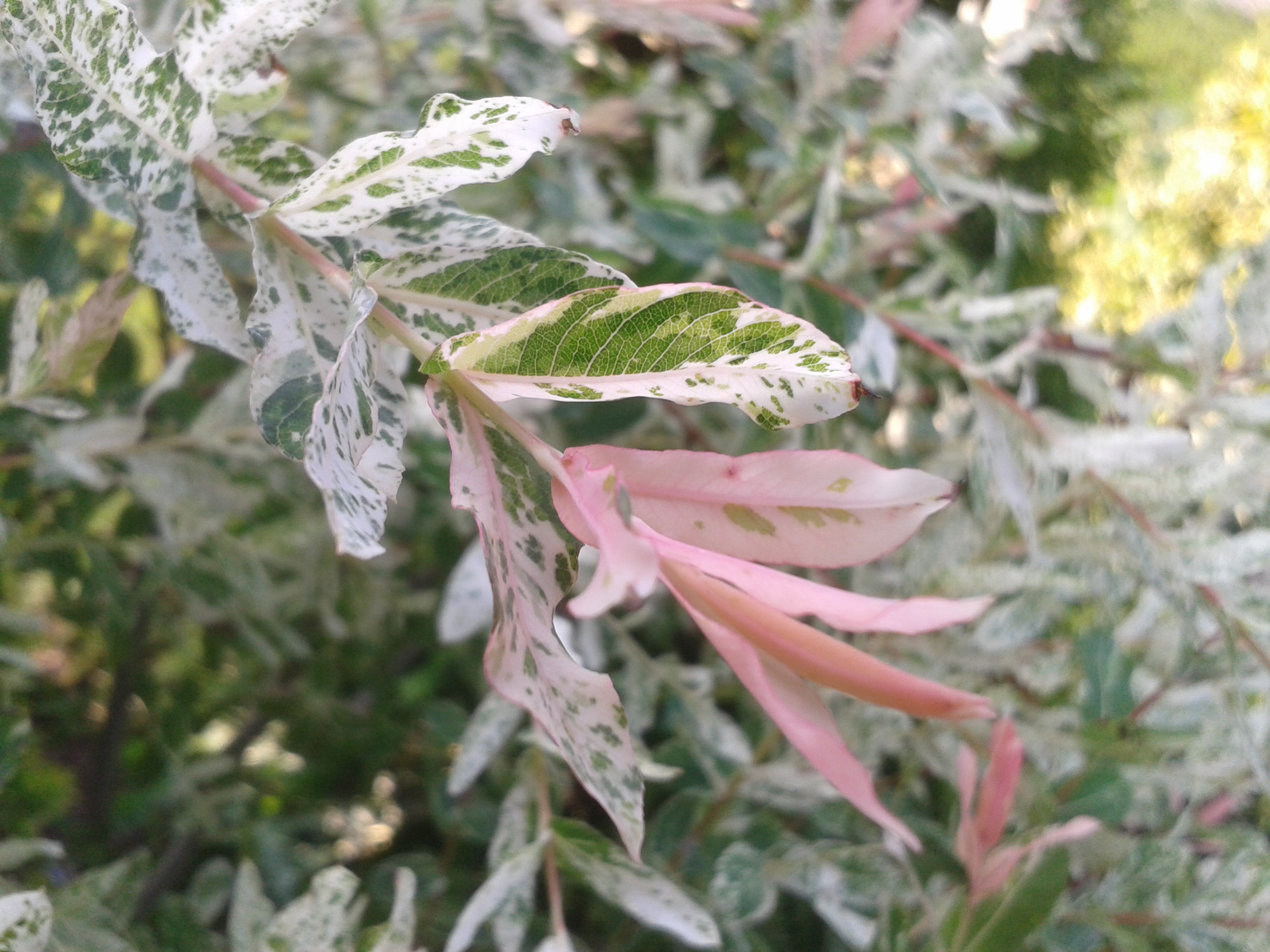
Feuilles évoquant les couleurs de la crevette.

C'est un arbuste à feuilles caduques, atteignant une hauteur de 2 m (6 m dans son milieu naturel).
Les spécimens rencontrés en Europe sont souvent des arbustes greffés sur tige, conduits de différentes manières et présentés dans des jardins d'ornement.